# José Freire Falcão
José Freire Falcão (sinh 1925 - 2021) là một Hồng y người Brazil của Giáo hội Công giáo Rôma. Ông hiện đảm nhận vai trò Hồng y Đẳng Linh mục Nhà thờ S. Luca a Via Prenestina. Ông từng đảm nhận vai trò Tổng giám mục đô thành Tổng giáo phận Brasília trong suốt 20 năm, từ năm 1984 đến khi hồi hưu năm 2004.
Vốn là một giáo sĩ trong vai trò lãnh đạo giáo hội địa phương, trước khi làm Tổng giám mục Brasília, ông từng đảm trách nhiều vai trò tại Brazil như: Giám mục Phó Giáo phận Limoeiro do Norte (1967), Giám mục chính tòa Giáo phận Limoeiro do Norte (1967–1971), Tổng giám mục đô thành Tổng giáo phận Teresina (1971–1984). Tại Hội đồng Giám mục khu vực, ông từng giữ vai trò Phó Chủ tịch II Liên Hội đồng Giám mục Châu Mỹ Latinh. Ông được vinh thăng Hồng y ngày 28 tháng 6 năm 1988, bởi Giáo hoàng Gioan Phaolô II.

## Tiểu sử
Hồng y José Freire Falcão sinh ngày 23 tháng 10 năm 1925 tại Ereré, Brazil. Sau quá trình tu học dài hạn tại các cơ sở chủng viện theo quy định của Giáo luật Công giáo, ngày 19 tháng 6 năm 1949, Phó tế Falcão, 24 tuổi, tiến đến việc được truyền chức linh mục. Tân linh mục là thành viên linh mục đoàn Giáo phận Limoeiro do Norte, Ceara
Sau hơn 17 năm thi hành các công việc mục vụ với thẩm quyền và cương vị của một linh mục, ngày 24 tháng 4 năm 1967, Tòa Thánh loan tin Giáo hoàng đã quyết định tuyển chọn linh mục José Freire Falcão, 42 tuổi, gia nhập Giám mục đoàn Công giáo Hoàn vũ, với vị trí được bổ nhiệm là Giám mục Phó Giáo phận Limoeiro do Norte, danh nghĩa Giám mục hiệu tòa Vardimissa. Lễ tấn phong cho vị giám mục tân cử được tổ chức sau đó vào ngày 17 tháng 6 cùng năm, với phần nghi thức chính yếu được cử hành cách trọng thể bởi 3 giáo sĩ cấp cao, gồm chủ phong là Tổng giám mục José de Medeiros Delgado, Tổng giám mục đô thành Tổng giáo phận Fortaleza, Ceara; hai vị giáo sĩ còn lại, với vai trò phụ phong, gồm có Giám mục Vicente de Paulo Araújo Matos, Giám mục chính tòa Giáo phận Crato, Ceara và Giám mục José Mauro Ramalho de Alarcón Santiago, giám mục chính tòa Giáo phận Iguatú, Ceara. Tân giám mục chọn cho mình khẩu hiệu SERVIR EM HUMILDADE. Sau đó, ông nhanh chóng kế vị trở thành Giám mục chính tòa Limoeiro do Norte vào ngày 19 tháng 8 cùng năm.
Sau 6 năm được tấn phong giám mục và thực các công việc mục trên cương vị Giám mục Limoeiro do Norte, Giám mục José Freire Falcão được Tòa Thánh thăng Tổng giám mục, qua việc bổ nhiệm giám mục này làm Tổng giám mục đô thành Tổng giáo phận Teresina, Piaui. Thông báo về việc bổ nhiệm này được công bố cách rộng rãi vào ngày 25 tháng 11 năm 1971. Sau gần 13 năm cai quản giáo phận, Tòa Thánh quyết định thuyên chuyển Tổng giám mục José Freire Falcão đến nhiệm sở mới, lần này là Tổng giáo phận Brasília, Distrito Federal với chức vụ được bổ nhiệm tương đươncg với vị trí cũ là Tổng giám mục đô thành. Thông báo bổ nhiệm chính thức được công bố vào ngày 15 tháng 2 năm 1984. Ngoài công việc lãnh đạo giáo phận, ông còn đảm nhận kiêm nhiệm vai trò Phó Chủ tịch II Liên Hội đồng Giám mục Châu Mỹ Latinh, từ năm 1987 đến năm 1991.
Bằng việc tổ chức công nghị Hồng y năm 1988 được cử hành ngày 28 tháng 6, Giáo hoàng Gioan Phaolô II đã vinh thăng Tổng giám mục José Freire Falcão tước vị danh dự của Giáo hội, tước Hồng y. Tân Hồng y thuộc Đẳng Hồng y Linh mục và Nhà thờ Hiệu tòa được chỉ định là Nhà thờ S. Luca a Via Prenestina.
Ngày 28 tháng 1 năm 2004, Tòa Thánh chấp thuận đơn xin hồi hưu của ông, vì lý do tuổi tác.